# NeXTdimension
 (mai 2021).
Si vous disposez d'ouvrages ou d'articles de référence ou si vous connaissez des sites web de qualité traitant du thème abordé ici, merci de compléter l'article en donnant les références utiles à sa vérifiabilité et en les liant à la section « Notes et références ».
NeXTdimension est une carte accélératrice 32 bits fabriquée et vendue par NeXT, carte qui a apporté le rendu couleur en PostScript à la station de travail NeXTcube à partir de 1991. La carte utilise un des quatre ports Nubus disponibles et est de dimensions physiques importantes.
Les caractéristiques de la NeXTdimension sont :
- S-Vidéo en entrée et sortie ;
- sorties RGB ;
- Un microprocesseur Intel i860 RISC 64 bits cadencé à 33 MHz pour l'accélération Postscript ;
- 8 à 32 Mo de mémoire RAM et 4 Mo de VRAM pour permettre une résolution 1120 * 832 en couleurs 24 bits et canal alpha 8 bits.

Une carte fille C-Cube CL550 avec compression MJPEG matérielle a été annoncée mais n'a jamais été vendue.
Le noyau Mach est utilisé comme système d'exploitation pour la carte. Grâce au microprocesseur 32 bits PostScript sur la NeXTdimension, elle rend le traitement des niveaux de gris plus rapide par rapport à une NeXTCube non équipée d'une NeXTDimension.